# .yu
.yu — национальный домен верхнего уровня для Югославии. После распада страны использовался в государстве Сербия и Черногория. В 2006 году после его разделения на Сербию и Черногорию для них были выделены домены .rs и .me. Доменная зона .yu зарегистрирована 6 июня 1989 года, перестала существовать 30 марта 2010 года.